# Recht en Vrijheid
Recht en Vrijheid was een Nederlandse politieke partij op georgistische grondslag, opgericht in 1931 te Groningen op initiatief van voormalig SP-leider Harm Kolthek. De partij streefde naar de instelling van collectieve grondeigendom en gelijke verdeling van de pachtinkomsten.
De partij behaalde bij de gemeenteraadsverkiezingen van haar oprichtingsjaar een zetel in Groningen, die door Kolthek werd ingenomen. In 1935 en 1939 werden vijf zetels behaald; in 1946 opnieuw een. In 1935 en 1939 haalde Recht en Vrijheid eveneens een Statenzetel in de provincie Groningen. Deelname aan de Tweede Kamerverkiezingen van 1933, waarbij de Zoetermeerse paardenhandelaar August Diemont als lijsttrekker optrad, leverde geen zetel op. In 1934 werd een Friese afdeling opgericht, onder voorzitterschap van Arjen Sevenster. In 1941 werd de partij op last van de bezetter ontbonden.
Het partijblad van Recht en Vrijheid heette tot 1938 eveneens Recht en Vrijheid, daarna Ons Erfdeel. Sevenster was redacteur van het blad.